# Bajerka
Bajerka – struga, prawobrzeżny dopływ Wisły o długości 16,14 km i powierzchni zlewni 21,55 km².
Struga płynie na Pogórzu Śląskim. Jej źródła znajdują się w okolicy miejscowości Pogórze. W górnym biegu przebiega pośród rozproszonej zabudowy i pól uprawnych, natomiast w środkowym i dolnym dolina potoku jest zalesiona. Uchodzi w sposób naturalny do Jeziora Goczałkowickiego.
Do Bajerki doprowadzana jest część wód Wisły kanałem Młynówka, rozpoczynającym się poniżej ujścia Brennicy.